# Leandra ulaei
Leandra ulaei är en tvåhjärtbladig växtart som beskrevs av Célestin Alfred Cogniaux. Leandra ulaei ingår i släktet Leandra och familjen Melastomataceae. Inga underarter finns listade i Catalogue of Life.